# Lance Archer
Lance Wait Hoyt (* 28. Februar 1977 in Hearne, Texas), auch bekannt unter seinem Ringnamen Lance Archer, ist ein US-amerikanischer Wrestler, der aktuell bei All Elite Wrestling unter Vertrag steht.
Während seiner Tätigkeit bei World Wrestling Entertainment war Hoyt als Vance Archer bekannt. Bei Total Nonstop Action Wrestling stand er zunächst als Dallas und später unter seinem bürgerlichen Namen sowie als Lance Rock im Ring. Er war mehrere Jahre lang bei New Japan Pro-Wrestling aktiv.
Hoyt ist vierfacher NWA World Tag Team Champion, dreifacher IWGP Tag Team Champion, zweifacher GHC Tag Team Champion sowie einfacher IWGP United States Champion.

## Wrestling-Karriere

### Independent-Ligen (seit 2000)
Hoyt begann seine Pro-Wrestling-Karriere im Juli 2000 und trat zunächst in diversen texanischen Independent Promotionen an. Seine prominentesten Auftritte hatte er in seinen Anfangsjahren für Professional Championship Wrestling, wo er als Shadow bekannt war. Im Laufe seiner Karriere wurde Hoyt immer wieder von unterschiedlichen Independent Promotionen in den USA und in Japan für Auftritte gebucht.

### NWA Total Nonstop Action / Total Nonstop Action Wrestling (2003–2009)
Am 26. November 2003 gab Hoyt als Shadow sein Debüt für National Wrestling Alliance Total Nonstop Action (NWA-TNA), als er beim wöchentlichen NWA-TNA Pay-per-View gegen Don Harris verlieren musste. Ab Ende März 2004 trat Hoyt regelmäßig bei NWA-TNA unter dem Namen Dallas an der Seite von Kid Kash als Tag Team auf. In ihren ersten Matches als Tag Team durften sie direkt ein Turnier um die vakante NWA World Tag Team Championship gewinnen. Im Finale durften sie am 31. März 2004 Christopher Daniels und Lo-Ki besiegen und erhielten so den Titel. Diesen gaben sie am 14. April 2004 an D-Lo Brown und Gran Apolo ab. Eine Woche später durften sie von diesen den Titel ein zweites Mal gewinnen. In der ersten Ausgabe von TNA Impact am 3. Juni 2004 verloren sie den Titel an America's Most Wanted (Chris Harris und James Storm). Eine Woche später wurde die Promotion in Total Nonstop Action Wrestling (TNA) umbenannt. Nach dem Titelverlust trat Hoyt wieder vermehrt in Singles-Matches an. Ab Januar 2005 nutzte er seinen bürgerlichen Namen Lance Hoyt als Ringnamen. 2006 bildete Hoyt mit Ron Killings ein Tag Team. Ab September 2007 traten Hoyt und Jimmy Rave als das Tag Team The Rock 'n Rave Infection an. Im Mai 2008 nahm Hoyt den Ringnamen Lance Rock an. Sein letztes Match für TNA bestritt Hoyt am 23. Februar 2009 gemeinsam mit Jimmy Rave um die TNA World Tag Team Championship, welches sie gegen Beer Money Inc. (Bobby Roode und James Storm) verloren.

### World Wrestling Entertainment (2009–2010)
Am 14. Mai 2009 debütierte Hoyt unter seinem bürgerlichen Namen in der World Wrestling Entertainment (WWE)-Entwicklungsliga Florida Championship Wrestling (FCW) mit einer Niederlage gegen Justin Angel. Ab Juli 2009 trat Hoyt als Vance Archer an. In der Ausgabe vom 3. November 2009 gab Hoyt sein Debüt bei WWE ECW, als er Logan Jones besiegen durfte. Nachdem WWE ECW am 16. Februar 2010 eingestellt wurde, trat Hoyt wieder bei FCW an. Am 18. Mai 2010 wechselte er zu SmackDown, wo er ein Tag Team mit Curt Hawkins bildete. Sein letztes WWE-Match verlor Hoyt am 2. November 2010 gegen Luke Gallows bei Superstars. Am 19. November 2010 wurde er entlassen.

### New Japan Pro Wrestling (2011–2015 und 2017–2020)

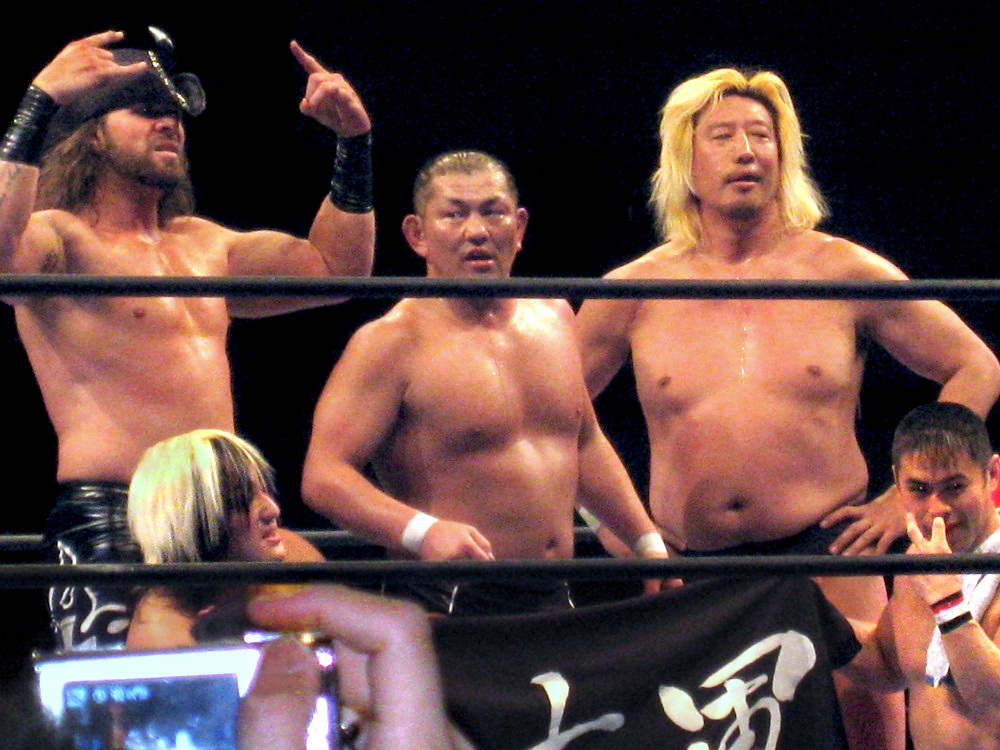
Lance Archer mit Suzuki-gun

Am 18. Juni 2011 debütierte Hoyt bei Dominion als Lance Archer bei New Japan Pro-Wrestling (NJPW). Dort schloss er sich dem Stable Suzuki-gun an. Mit Minoru Suzuki durfte er Satoshi Kojima und Togi Makabe besiegen. Im September 2012 schloss sich Davey Boy Smith Jr. Suzuki-gun an. Mit diesem bildete Hoyt das Tag Team Killer Elite Squad. Gemeinsam gewannen sie am 8. Oktober 2012 bei King Of Pro-Wrestling die IWGP Tag Team Championship von TenKoji (Hiroyoshi Tenzan und Satoshi Kojima). Bei NWA Houston Parade Of Champions: A Tribute To Paul Boesch am 20. April 2013 gewannen sie zudem die NWA World Tag Team Championship von Kingz Of The Underground (Ryan Genesis und Scot Summers). Diesen Titel verteidigten Hoyt und Smith fortan auch bei NJPW. Die IWGP Tag Team Championship verloren sie am 3. Mai 2013 bei Wrestling Dontaku an TenKoji. An diese verloren sie am 9. November 2013 bei Power Struggle auch den NWA-Titel. Im selben Match ging es in einem zweiten Fall um die IWGP Tag Team Championship, welche Hoyt und Smith hier ein zweites Mal gewinnen durften. Am 4. Januar 2014 verloren sie den Titel an die Bullet-Club-Mitglieder Doc Gallows und Karl Anderson. Am 13. Oktober 2014 bei King of Pro Wrestling erhielten Hoyt und Smith erneut die NWA World Tag Team Championship von TenKoji. Den Titel hielten sie bis zum 10. Oktober 2015, als sie ihn bei einem National Wrestling Alliance Mid-South-Event an The Heatseekers (Elliot Russell und Sigmon) verloren.
Zwischen Januar 2015 und Januar 2017 trat Hoyt nicht für NJPW an. Am 24. September 2017 erhielten Hoyt und Smith die IWGP Tag Team Championship von War Machine (Hanson und Raymond Rowe) für eine dritte Regentschaft. Am 4. Januar 2018 verloren sie den Titel bei Wrestle Kingdom an Los Ingobernables de Japon (EVIL und SANADA). Im März 2019 verließ Smith NJPW. Hoyt durfte am 14. Oktober 2019 die vakante IWGP United States Heavyweight Championship in einem Match gegen Juice Robinson gewinnen, nachdem der amtierende Champion Jon Moxley wegen eines Taifuns nicht anreisen konnte. An Jon Moxley verlor er den Titel am 4. Januar 2020 bei Wrestle Kingdom. Am 1. Februar 2020 bestritt Hoyt sein letztes Match für NJPW mit einer Niederlage gegen Jeff Cobb.

### Pro Wrestling NOAH (2015–2016)
Am 12. Januar 2015 debütierte Hoyt gemeinsam mit Suzuki-gun bei Pro Wrestling NOAH. Am 11. Februar 2015 erhielten Hoyt und Smith die GHC Tag Team Championship von TMDK (Mikey Nicholls und Shane Haste). Den Titel verloren sie am 28. Mai 2016 an Naomichi Marufuji und Toru Yano. Von diesen gewannen sie den Titel ein zweites Mal am 23. November 2016 und verloren ihn am 3. Dezember 2016 an Go Shiozaki & Maybach Taniguchi. Dies war auch Hoyts letztes Match für Pro Wrestling NOAH, bevor er zu NJPW zurückkehrte.

### All Elite Wrestling (seit 2020)
Am 26. Februar 2020 gab All Elite Wrestling (AEW) bekannt, mit Hoyt einen Vertrag über mehrere Jahre geschlossen zu haben. In der Dynamite-Ausgabe vom 11. März 2020 trat Hoyt an der Seite von Manager Jake Roberts erstmals in einer AEW-Show auf. Am 1. April 2020 bestritt er bei Dynamite sein erstes AEW-Match mit einem Sieg über Marko Stunt. Am 5. September 2020 bei All Out durfte Hoyt die Casino Battle Royale gewinnen.

## Titel und Auszeichnungen
- Gippsland Pro Wrestling
  - GPW Championship (1×)

- Heavy On Wrestling
  - HOW Undisputed Championship (1×)

- Lions Pride Sports

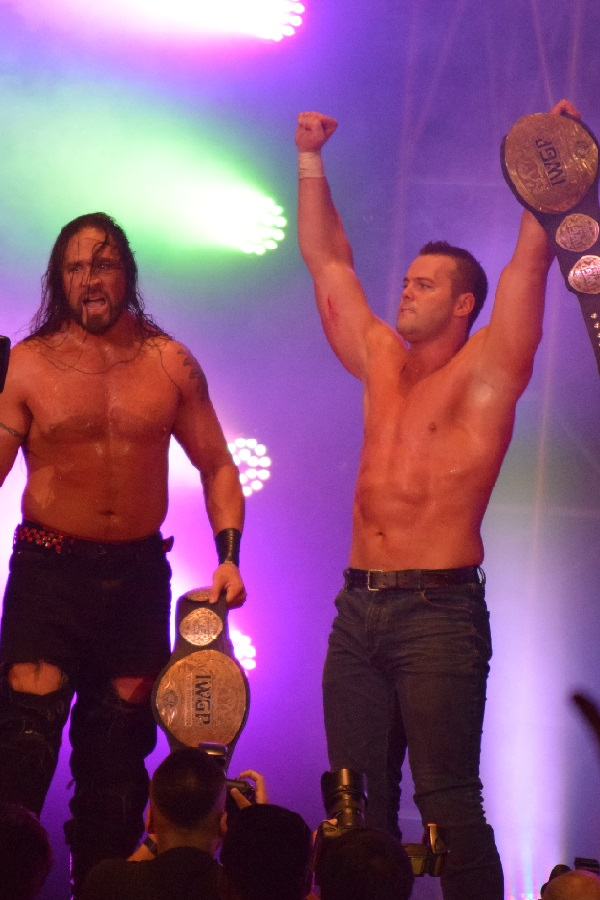
IWGP Tag Team Champions Lance Archer und Davey Boy Smith Jr.

  - Lions Pride Sports Championship (1×)

- National Wrestling Alliance
  - NWA World Tag Team Championship (2× mit Davey Boy Smith Jr.)
  - NWA Texas Heavyweight Championship (1×)

- National Wrestling Alliance Total Nonstop Action
  - NWA World Tag Team Championship (2× mit Kid Kash)

- New Japan Pro-Wrestling
  - IWGP Tag Team Championship (3× mit Davey Boy Smith Jr.)
  - IWGP United States Championship (1×)

- Pro Wrestling NOAH
  - GHC Tag Team Championship (2× mit Davey Boy Smith Jr.)

- Pro Wrestling Religion
  - PWR Championship (1×)

- Professional Championship Wrestling
  - PCW Heavyweight Championship (3×)
  - PCW Tag Team Championship (1× mit Wally Darkmon)
  - PCW Television Championship (1×)

- World Wrestling Council
  - WWC Universal Championship (1×)